# Li Wen-hua
Li Wen-hua (chiń. trad. 李文華; pinyin Li Wénhuá; ur. 3 grudnia 1989 w Kaohsiung) – tajwańska lekkoatletka specjalizująca się w rzucie dyskiem.
Międzynarodową karierę zaczynała w 2006 od zdobycia złotego medalu gimnazjady, czwartej lokaty na mistrzostwach Azji juniorów oraz nieudanego występu (odpadła w eliminacjach) w światowym czempionacie juniorów. Dwa lata później po zdobyciu brązowego medalu kolejnej edycji mistrzostw Azji juniorów uplasowała się na dwunastym miejscu mistrzostw świata juniorów. W sezonie 2009 bez powodzenia startowała na uniwersjadzie oraz mistrzostwach świata. Na koniec 2010 zajęła piąte miejsce w igrzyskach azjatyckich. W 2013 zdobyła brąz na mistrzostwach Azji w Pune. Złota medalistka narodowych igrzysk tajwańskich, mistrzostw Tajwanu oraz mistrzostw Malezji. Wielokrotna rekordzistka kraju.
Okazjonalnie startuje także w pchnięciu kulą (medalistka igrzysk tajwańskich, 4. lokata podczas halowych mistrzostw Azji w 2012).

## Osiągnięcia
| Rok  | Impreza                     | Miejsce   | Pozycja           | Wynik |
| ---- | --------------------------- | --------- | ----------------- | ----- |
| 2006 | Gimnazjada                  | Saloniki  | 1. miejsce        | 49,81 |
| 2006 | Mistrzostwa Azji juniorów   | Makau     | 4. miejsce        | 46,97 |
| 2006 | Mistrzostwa świata juniorów | Pekin     | el. – 22. miejsce | 43,33 |
| 2007 | Mistrzostwa Azji            | Amman     | 5. miejsce        | 49,85 |
| 2008 | Mistrzostwa Azji juniorów   | Dżakarta  | 3. miejsce        | 52,15 |
| 2008 | Mistrzostwa świata juniorów | Bydgoszcz | 12. miejsce       | 47,08 |
| 2009 | Uniwersjada                 | Belgrad   | el. – 15. miejsce | 50,68 |
| 2009 | Mistrzostwa świata          | Berlin    | el. – 34. miejsce | 53,88 |
| 2009 | Mistrzostwa Azji            | Kanton    | 6. miejsce        | 50,27 |
| 2009 | Igrzyska Azji Wschodniej    | Hongkong  | 3. miejsce        | 55,35 |
| 2010 | Igrzyska azjatyckie         | Kanton    | 5. miejsce        | 55,42 |
| 2011 | Mistrzostwa Azji            | Kobe      | 5. miejsce        | 55,59 |
| 2011 | Uniwersjada                 | Shenzhen  | 6. miejsce        | 56,48 |
| 2012 | Igrzyska olimpijskie        | Londyn    | el. – 21. miejsce | 59,91 |
| 2013 | Mistrzostwa Azji            | Pune      | 3. miejsce        | 55,32 |

## Rekordy życiowe
- Rzut dyskiem – 60,23 (2012) rekord Tajwanu